# 科盧巴拉區
科盧巴拉区是塞爾維亞西部的行政区，行政中心为瓦列沃。行政区面積为2,474平方公里，2020年人口数量为154,497人。